# Silent Hill: Orphan
Silent Hill: Orphan (noto come Silent Hill Mobile in Europa) è un videogioco survival horror del 2007 sviluppato da Gamefederation Studio e pubblicato da Konami Digital Entertainment. Il gioco è ambientato in un orfanotrofio abbandonato e si gioca attraverso in prima persona. Affinché il giocatore sopravviva, una serie di enigmi devono essere risolta usando vari oggetti e indizi. Orphan svela anche una nuova prospettiva su alcuni eventi passati che si sono verificati in città. Il gioco è diviso in tre capitoli, uno per ogni personaggio, che si intrecciano a vicenda e fanno un po' di luce sugli eventi che hanno avuto luogo trent'anni prima. Il sequel, Orphan 2, è stato pubblicato nel settembre 2008, e Orphan 3 nel marzo 2010.